# Odontolabis castelnaudi
Odontolabis castelnaudi is een keversoort uit de familie vliegende herten (Lucanidae). De wetenschappelijke naam van de soort is voor het eerst geldig gepubliceerd in 1862 door Frederic John Sidney Parry. De naam is een eerbetoon aan graaf Francis de Laporte de Castelnau, een Frans ontdekkingsreiziger en natuurwetenschapper. De soort komt voor in Sumatra en is een van de grootste soorten vliegende herten.